# لا بيراليخا
بلدية لا بيراليخا (بالإسبانية: La Peraleja)‏، هي إحدى بلديات مقاطعة قونكة إحدى مقاطعات إسبانيا، و التي تقع في منطقة قشتالة لا منتشا وسط البلاد, و المائلة لجهة الشرق من إسبانيا.
يبلغ عدد سكانها 144 نسمة وفقاً لإحصائية سنة (2007).

## أعلام
- خوسيه أنطونيو كوندي